# Hedgehoppers Anonymous
Gli Hedgehoppers Anonymous erano un gruppo beat inglese formatosi nel 1963 in Inghilterra. Tutti membri della band facevano parte dell'equipaggio della Royal Air Force con sede a RAF Wittering nel Cambridgeshire. All'inizio la band portava il nome di The Trendsetters successivamente cambiato in Hedgehoppers .
Nel 1965 Jonathan King che, all'epoca lavorava per la Decca Records, produsse e scrisse la loro canzone che ebbe maggior successo "It's Good News Week",  suggerì anche alla band di aggiungere il nome "Anonymous" in modo da proteggere l'anonimato dal RAF, che non era al corrente delle loro registrazioni. Quest'ultima (la RAF), creò non pochi problemi, alla band, durante la loro breve carriera.
La band negli anni successivi pubblicò altre tracce  "Do not Push Me" , "Baby (You're My Everything)" , "Wild Thing", 
"That's The Time", "Stop Press", ma nessuna di esse raggiunse le vendite di "It's Good News Week".
L'11 febbraio del 1967 la band si scioglie ufficialmente.